# Cuara
Cuara es un poblado ubicado en las inmediaciones del sur de Quíbor, cerca de Cubiro, municipio Jiménez del Estado Lara, en Venezuela, cuyos habitantes desde su fundación (1554), hasta finales del siglo XIX mantenían una serie de características fenotípicas y  antropológicas similares a la de los alemanes.
Aunque el fenotipo de la población ha cambiado en consideración, a Cuara se le conoce como el único asentamiento alemán en el Estado Lara desde la época de los Gobernadores Alemanes Welseres.
Cuara es la tierra que vio nacer al canta-autor Adelis Freitez, fundador de la agrupación Caraota, Ñema y Tajá.

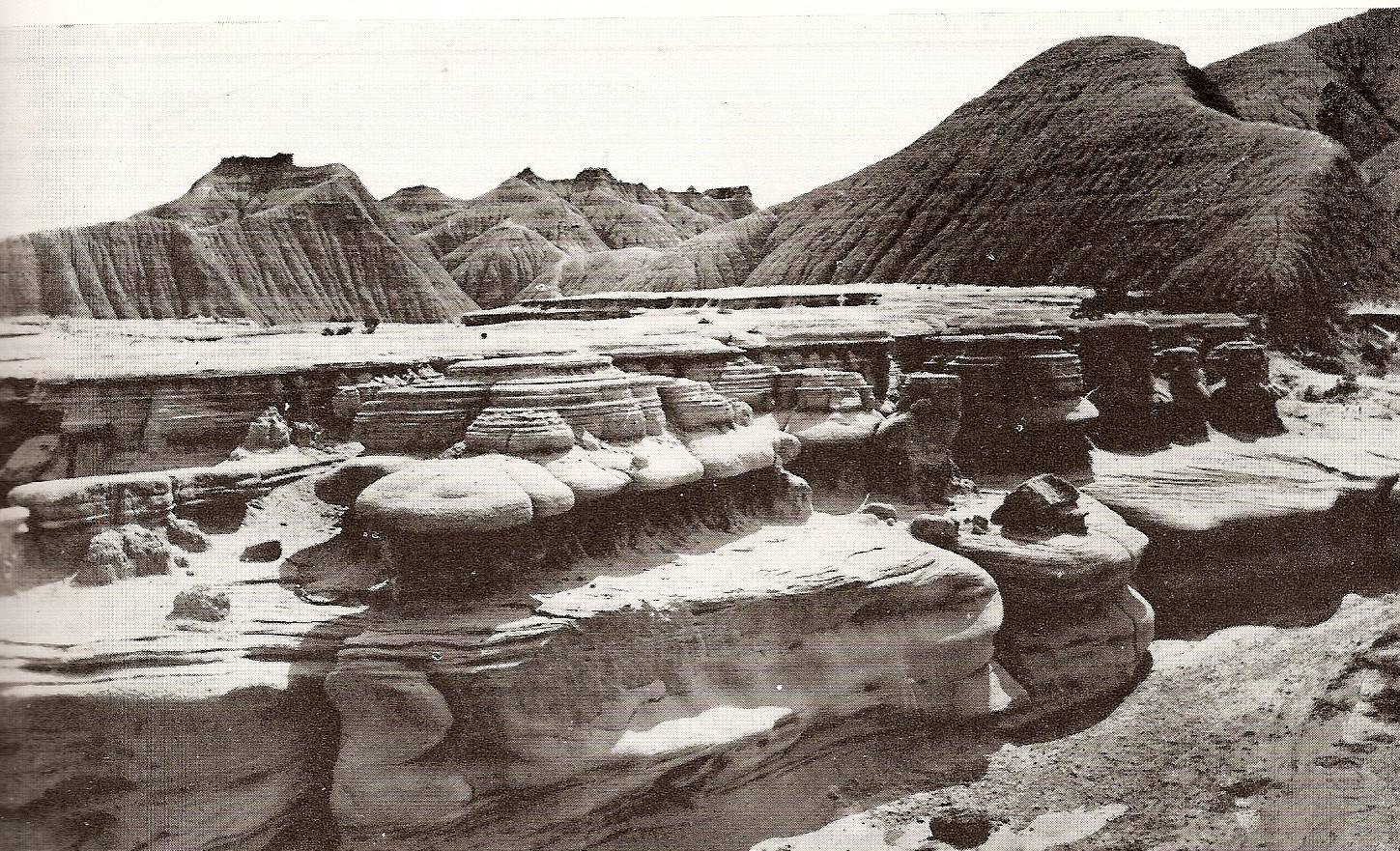
Hundiciones de Jay cerca de Cuara

## Historia y Fundación

### Fundación
Aunque su año de fundación alrededor de 1554, es decir dos años antes del fin del período del primer intento de colonización alemana en territorio Venezolano por parte de los Welsares, ya existía un pequeño número de habitantes en dicha localidad. Entre ellos soldados alemanes a cargo de los Welser de Augsburgo, específicamente Philipp von Hutten y Bartholomeus Welser También habían alguno de origen español.)
Esta población fue fundamental para el establecimiento de Quibor, ya que para inicio del siglo XVII, los primeros habitantes, muchos de ellos provenientes de El Tocuyo, requirieron la laboriosidad de los descendientes de aquellos alemanes.
Hasta inicio de 1900 los pobladores de este caserío poseían un fenotipo que los diferenciaba del resto de los larenses. Sea verdad o no, lo verdaderamente cierto es que en Cuara quedó la simiente de una raza distinta a las que poblaron el Estado Lara y que todavía conserva su vigencia en sus hombres y mujeres rubios, altos y fuertes, parecidos a los de la raza alemana. Cuara es la cuna de la madre del General José Antonio Páez, María Vilante Herrera.